# 8776 Campestris
A 8776 Campestris (ideiglenes jelöléssel 2287 T-3) a Naprendszer kisbolygóövében található aszteroida. Cornelis Johannes van Houten, Ingrid van Houten-Groeneveld és Tom Gehrels fedezte fel 1977. október 16-án.